# Stockholm International Horse Show
Stockholm International Horse Show är samlingsnamnet på ett ridsportsevenemang som ägde rum i Globen i Stockholm under tre dagar vid månadsskiftet november-december åren 1993-2013. Från och med hösten 2014 flyttas evenemanget till den nyare Friends Arena i Stockholm och byter namn till Sweden International Horse Show.
Evenemanget räknades som världens största inomhus-evenemang inom ridsporten räknat i antalet besökare per dag och var Globens största återkommande evenemang. De många olika delar som ingick i programmet innefattade bland annat världscupstävlingar i dressyr och fyrspannskörning samt en internationell tävling i hästhoppning. Det inbegrep det mesta inom hästliv, från dressyrhästar till shetlandsponnier, ardennerhästar framför vagn, westernridning, islandshästar tävlande i tölt och pass. Evenemanget TV-utsändes av Sveriges Television.
Bland de priser som årligen delades ut fanns bland annat Prins Carl Philips pris.
Ett udda inslag i programmet 2007-13 var Stjärnornas hoppning, där en grupp svenska kändisar – vanligtvis utan större hästvana – snabbtränades att tävlingshoppa över låga hinder på tid.